# Elefante blanco (arquitectura)

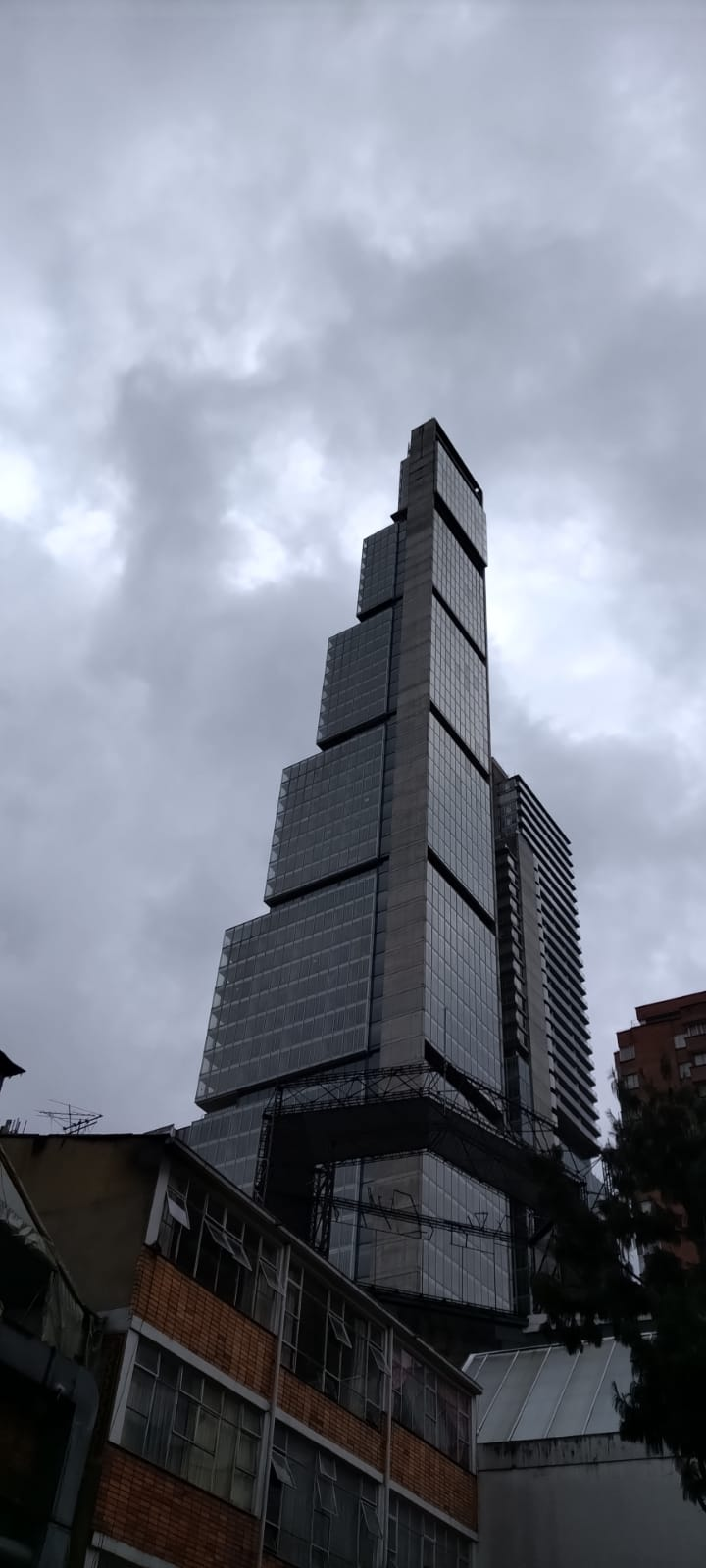
La torre norte del BD Bacatá es considerada un elefante blanco.

Un elefante blanco, en términos de arquitectura, es la forma en la que popularmente se le denomina a una construcción no terminada o aquella que por sus altos costos es difícil de mantener y se encuentra  en desuso.
Ocasionalmente, los elefantes blancos son blanco de críticas al ser posibles focos de corrupción en algunos países de Latinoamérica.

## Ejemplos

### Elefantes blancos en el deporte
Los ejemplos más conocidos, que van de la mano, con el sportswashing son aquellos de obras de infraestructura deterioradas y abandonadas como las de los Juegos Olímpicos de Atenas 2004, que por su alto costo fueron una de las causas de la crisis financiera de Grecia.
Asimismo, el estadio Arena da Amazônia de Manaus y la mayoría de estadios de la Copa Mundial de Fútbol de 2010 en Sudáfrica son conocidos como elefantes blancos por su alto costo de mantenimiento y poca asistencia de público, o ausencia de eventos a realizar.

### Elefantes blancos en las ciudades
Los elefantes blancos se conocen característicamente por ser obras inconclusas de forma indefinida o por mucho tiempo. Un notorio ejemplo de ello es la torre norte del edificio BD Bacatá en Bogotá, Colombia. El edificio debía ser entregado en 2017, pero a 2024 aún sus obras siguen sin reanudarse ni finalizar, lo que ha perjudicado notoriamente a sus inversionistas.